# Paratemnopteryx rosensis
Paratemnopteryx rosensis är en kackerlacksart som beskrevs av Slaney 200. Paratemnopteryx rosensis ingår i släktet Paratemnopteryx och familjen småkackerlackor. Inga underarter finns listade i Catalogue of Life.